# Selat (Susut)
Selat is een bestuurslaag in het regentschap Bangli van de provincie Bali, Indonesië. Selat telt 2993 inwoners (volkstelling 2010).